# Nagamangalam
Nagamangalam es una  ciudad censal situada en el distrito de Tiruchirappalli en el estado de Tamil Nadu (India). Su población es de 5785 habitantes (2011). Se encuentra a 15 km de Tiruchirappalli y 64 km de Thanjavur.

## Demografía
Según el censo de 2011 la población de Nagamangalam era de 5785 habitantes, de los cuales 2831 eran hombres y 2954 eran mujeres. Nagamangalam tiene una tasa media de alfabetización del 76,53%, inferior a la media estatal del 80,09%: la alfabetización masculina es del 83,90%, y la alfabetización femenina del 69,56%.